# Læsø
Læsø ( PRONÚNCIA DINAMARQUESA) é um município insular da Dinamarca. Ocupa a ilha de Læsø, localizada no estreito de Categate, a meia distância entre Frederikshavn (Dinamarca) e Gotemburgo (Suécia).
Pertence à Região Jutlândia do Norte.
Tem uma área de 113,81 km² e uma  população de 1 776 habitantes, segundo o censo de 2021.
As 3 principais localidades da ilha são Byrum, Vesterø e Østerby.
O seu centro administrativo está instalado em Byrum.

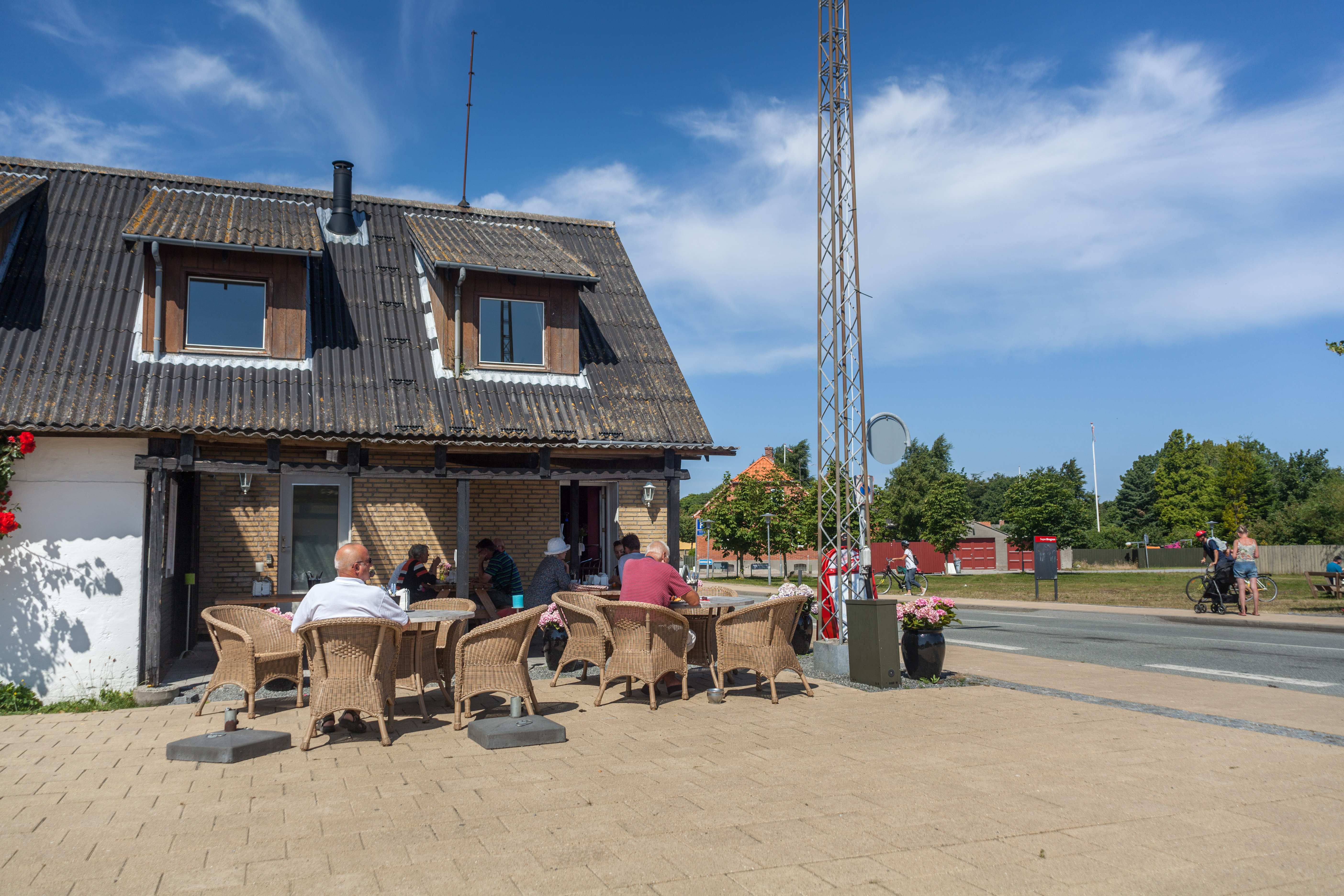
Byrum
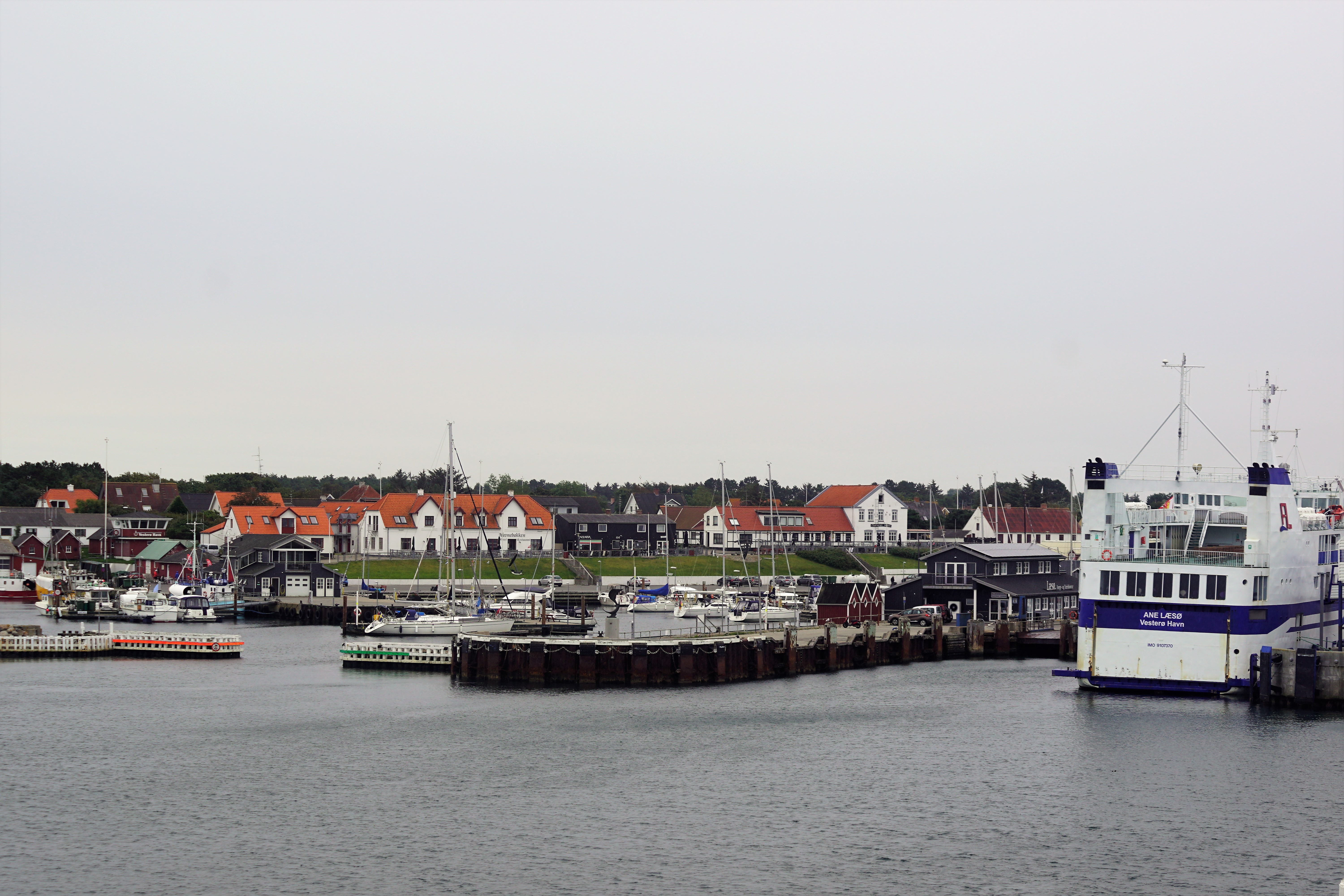
Porto de Vesterø (Vesterø Havn)
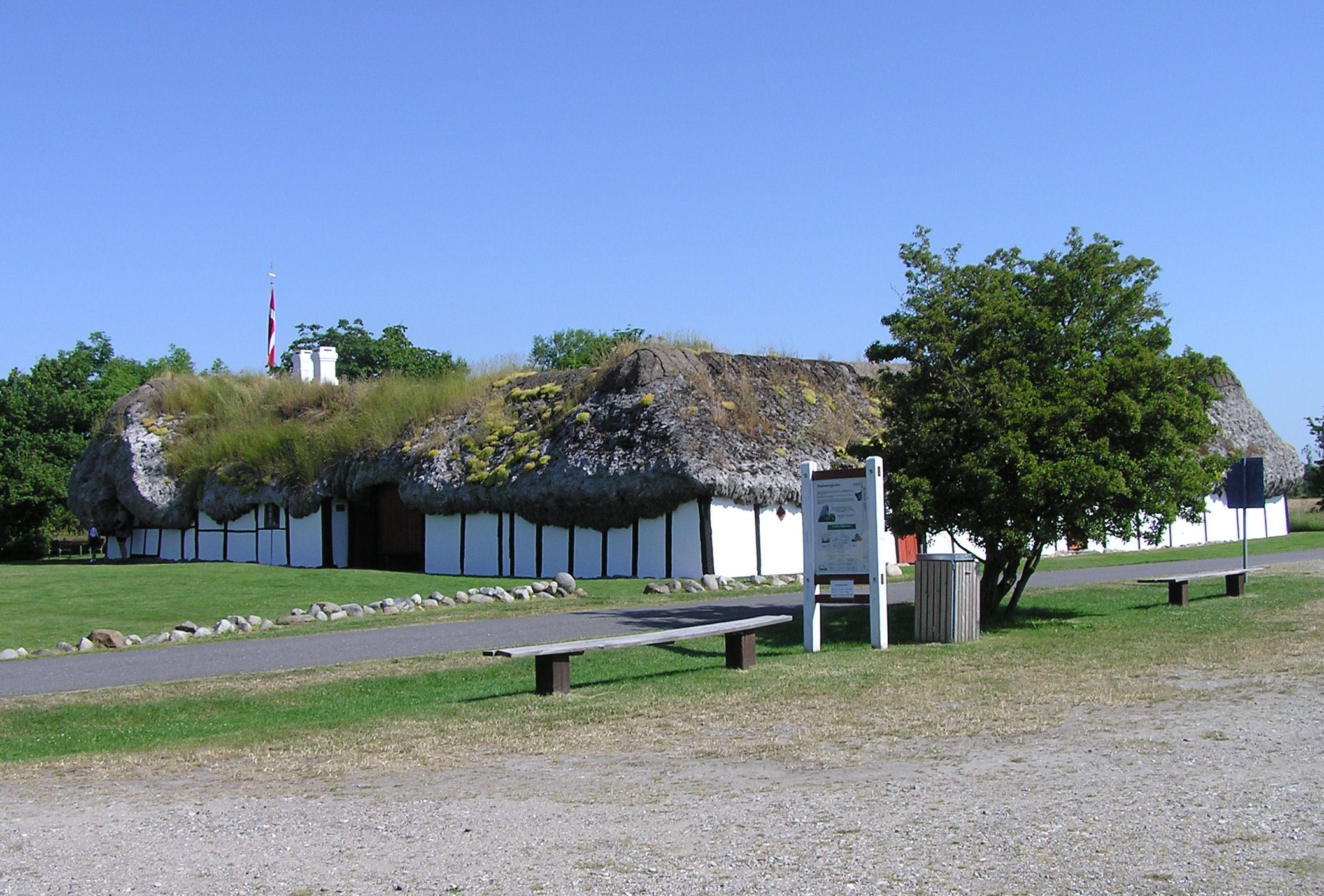
Museu de Læsø (Læsø Museum)
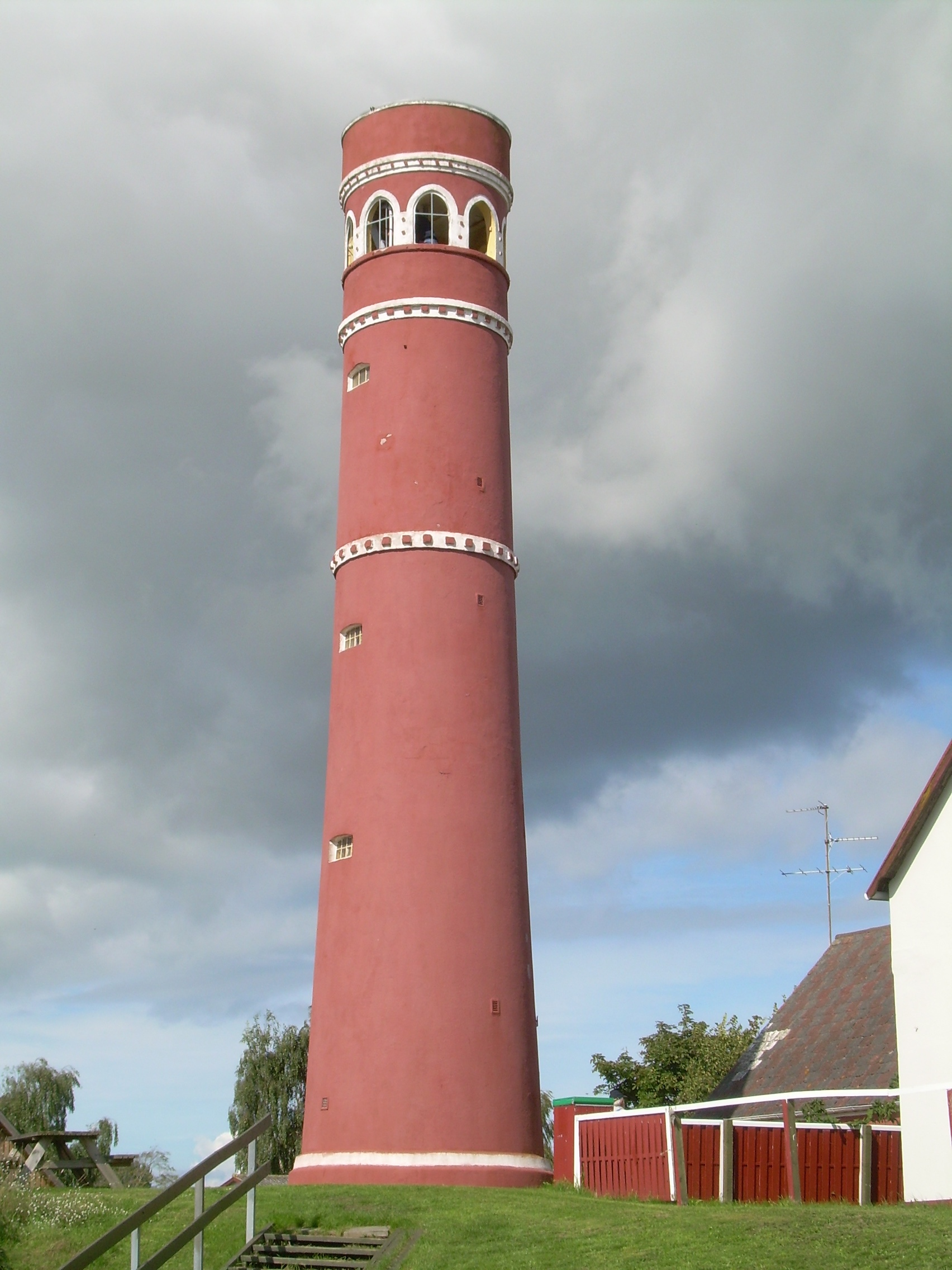
Torre de Læsø (Læsøtårnet)